# Каястха, Ратнешвар Лал
Ратнешвар Лал Каястха (непальск. रत्नेश्वर लाल कायस्थ; род. 3 мая 1944, д. Суга Бхавани, Махоттари, Непал) — непальский политический и государственный деятель, губернатор Мадхеша (2018—2019).

## Биография
Родился 3 мая 1944 года в деревне Суга Бхавани, район Махоттари, Непал.
После окончания средней школы поступил в Колледж Три-Чандра в Катманду, где получил степень магистра в области естественных наук. Позднее он стал учиться в Индийском технологическом институте в Харагпуре, а затем поступил в Имперский колледж Лондона до получения высшего образования.
После возвращения в Непал начал карьеру государственного служащего, а позднее стал активным партийный деятелем Федерального социалистического форума Непала, в системе которого с 2004 по 2018 год занимал пост пресс-секретаря. 19 января 2018 года президент Бидхья Деви Бхандари назначила его на должность первого губернатора провинции Мадхеш, которую он занимал до 3 ноября 2019 года.